# Stay (Rihanna-Lied)
Stay (englisch für „Bleib“) ist ein Lied der barbadischen Sängerin Rihanna in Zusammenarbeit mit dem US-amerikanischen Sänger Mikky Ekko. Es ist nach Diamonds die zweite Singleauskopplung aus ihrem siebten Studioalbum Unapologetic und wurde am 7. Januar 2013 veröffentlicht. Das Lied war in der Kategorie Best Pop Duo/Group Performance bei den Grammy Awards 2014 nominiert.

## Hintergrund
Rihanna begann die Arbeiten an ihrem siebten Studioalbum im März 2012. Während der Produktion des Albums wurden einige Musiker und Musikproduzenten für einzelne Lieder von Rihannas Management angeworben, so unter anderem der US-amerikanische Sänger Mikky Ekko und der Musikproduzent Justin Parker. Laut Ekko war der Aufwand zur Produktion des Albums gewaltig: „Ihr Tempo ist verrückt. Sie haben das Musikstudio, in dem wir gearbeitet hatten für drei Monate gebucht, in einem Zyklus. So etwas hatte ich niemals zuvor erlebt gehabt.“ Stay wurde von Parker, Ekko und Elof Loelv geschrieben und produziert. Ursprünglich gefiel Ekko das Lied, nachdem er es geschrieben hatte, nicht. Erst die anderen Mitarbeiter überzeugten ihn, Stay nochmal anzuhören, wodurch er nach und nach doch Gefallen an dem Lied fand.
Kurz nachdem Rihannas Management den Song übernahm, trafen sich Ekko und Rihanna in Los Angeles, wo Rihanna ihm mitteilte, dass sie den Gesang einkürzte. Der Gesang wurde in den Nightbird Studios und in den Westlake Recording Studios in Los Angeles aufgenommen. Die Abmischung fand in den Ninja Club Studios in Atlanta statt. Stay wurde zuerst im Vereinigten Königreich am 7. Januar 2013 veröffentlicht. In den Vereinigten Staaten erfolgte die Veröffentlichung am 29. Januar 2014. Die Single-CD wurde in Deutschland am 15. Februar 2013 veröffentlicht.

## Musikalisches und Inhalt
Stay ist eine Pop- und R&B-Ballade, dessen Instrumentation aus Piano und Gitarre besteht. Der im Viervierteltakt und in a-Moll komponierte Song hat ein Tempo von 112 Schlägen pro Minute. Die Progression besteht aus C-Dm-Am-Am7, Rihannas Stimmumfang reicht von A3 bis E5. Textlich behandelt Stay das „Scheitern am Widerstehen wahrer Liebe“. Im Refrain beschreibt das Lyrische Ich, wie sehr sie die andere Person liebt, braucht und ohne ihn nicht leben kann.
| „Not really sure how to feel about it Something in the way you move Makes me feel like I can't live without you And it takes me all the way I want you to stay.“ – Refrain, Originalauszug | „Nicht wirklich sicher, was ich dabei fühlen soll Etwas, in der Art wie du dich bewegst Gibt mir das Gefühl, nicht ohne dich leben zu können Und es wirft mich aus der Bahn Ich will, dass du bleibst.“ – Refrain, deutsche Übersetzung |

## Rezensionen
Stay erhielt sowohl positive, als auch negative Kritiken. Für Stephan Müller von Plattentests.de ist das Lied zwar „keine große Kunst am Piano“, aber dennoch „zart und verletzlich“. Jon Dolan von Rolling Stone nannte das Lied ein „Plädoyer am Piano“. Der New Musical Express bezeichnete Stay als „großartige Ballade“ und hält das Lied als das Highlight auf Rihannas Album Unapologetic. Lewis Corner von Digital Spy lobt Rihannas Stimme in dem Lied: „Sie sinniert mit einer leidenschaftlichen Stimme über einem einfachen, aber höchst effektiven, Piano-Riff. Das Ergebnis kopiert einige der erfolgreichsten Balladensängerinnen 2012, wie zum Beispiel Emeli Sandé und Lana Del Rey “, so der Kritiker.
David Hilzendegen von Laut.de hält Stay hingegen für ein „wenig aufregendes Duett“. Auch Jon Caramanica von der New York Times kritisierte das Lied als „langweiliges, klaviergesteuertes Duett“.

## Musikvideo
Das Musikvideo zu Stay wurde von Sophie Muller gedreht und wurde am 11. Februar 2013 veröffentlicht. In dem Video sitzt Rihanna nackt in einer mit Wasser befüllten Badewanne. Ekko trägt seine Parts ebenfalls in einem Badezimmer an einer Wanne und vor einem Spiegel vor. Bis heute hat das Video bei YouTube über 858 Millionen Aufrufe (Stand: Januar 2020).

## Preise
Bei den Grammy Awards 2014 war Stay in der Kategorie Best Pop Duo/Group Performance nominiert, musste sich jedoch dem Lied Get Lucky geschlagen geben. Für die MTV Video Music Awards 2013 erhielt das Lied eine Nominierung in der Kategorie Best Female Video, konnte den Preis aber nicht gewinnen. Bei den Teen Choice Awards 2013  war Stay in der Kategorie Choice Music: Break-Up Song nominiert. Einen Preis gewann das Lied in der Kategorie Song of the Year der IHeartRadio Music Awards 2014.

## Kommerzieller Erfolg

### Chartplatzierungen
Stay erreichte weltweit hohe Chartplatzierungen. Nachdem Rihanna das Lied bei den Grammy Awards 2013 vortrug, stieg es am 23. Februar 2013 auf Platz 57 in die Billboard Hot 100 ein. Bereits in der zweiten Chartwoche stieg das Lied von Platz 57 auf Platz 3 und konnte sich 16 Wochen in den Top-10 halten. Für Rihanna war dies bereits der 24. Top-10-Erfolg in den Vereinigten Staaten. Stay wurde von der Recording Industry Association of America mit 6-fach Platin, für über sechs Millionen verkaufte Einheiten in den Vereinigten Staaten, ausgezeichnet. In den britischen Singlecharts konnte der Song bereits am 22. Dezember 2012 auf Platz 6 einsteigen. In der zweiten Woche erreichte das Lied mit Platz 4 die höchste Platzierung in diesen Charts, die noch drei weitere Male erreicht werden konnte. Insgesamt verbrachte Stay 10 Wochen in den Top-10 der britischen Charts. Im Oktober 2013 und im Januar 2014 gelang dem Lied jeweils für eine Woche die Rückkehr in die Singlecharts. Es war der 23. Top-10-Erfolg für Rihanna im Vereinigten Königreich. Von der British Phonographic Industry erhielt das Lied eine Platin-Schallplatte.
In den deutschen Singlecharts debütierte Stay am 18. Januar 2013 auf Platz 71. In der siebten Chartwoche erreichte das Lied mit Platz zwei seine Höchstposition. Sieben Wochen hielt sich der Song in den Top 10 in Deutschland, für Rihanna der 18. Top-10-Erfolg in diesem Land. In den deutschen Airplaycharts erreichte die Single für drei Wochen die Spitzenposition. Für über 150.000 verkaufte Exemplare erhielt Rihanna für Stay vom Bundesverband Musikindustrie eine Goldene Schallplatte. Auch in den Ö3 Austria Top 40 erreichte das Lied mit Platz 5 die Top-10, genauso wie in der Schweizer Hitparade, wo mit Platz 2 knapp ein Nummer-eins-Hit verpasst wurde. Diese erreichte der Song dafür in den dänischen Musikcharts. Am 9. November 2012 erreichte Stay die Spitzenposition. Weitere Top-10-Platzierungen gelangen dem Lied in Australien (Platz 4), Belgien (Flandern Platz 3, Wallonien Platz 2), Frankreich (Platz 2), Neuseeland (Platz 4), den Niederlanden (Platz 2), Norwegen (Platz 2) und Spanien (Platz 5).
| ChartsChartplatzierungen       | Höchstplatzierung | Wochen |
| ------------------------------ | ----------------- | ------ |
| Deutschland (GfK)              | 2 (38 Wo.)        | 38     |
| Österreich (Ö3)                | 5 (22 Wo.)        | 22     |
| Schweiz (IFPI)                 | 2 (38 Wo.)        | 38     |
| Vereinigte Staaten (Billboard) | 3 (32 Wo.)        | 32     |
| Vereinigtes Königreich (OCC)   | 4 (31 Wo.)        | 31     |

| ChartsJahrescharts (2013)      | Platzierung |
| ------------------------------ | ----------- |
| Deutschland (GfK)              | 24          |
| Österreich (Ö3)                | 41          |
| Schweiz (IFPI)                 | 13          |
| Vereinigte Staaten (Billboard) | 13          |
| Vereinigtes Königreich (OCC)   | 22          |

### Auszeichnungen für Musikverkäufe
Stay wurde weltweit mit 1× Gold, 27× Platin, sowie 3× Diamant ausgezeichnet. Damit wurde die Single über 15,5 Millionen Mal verkauft.
| Land/Region                  | Auszeichnungen für Musikverkäufe (Land/Region, Auszeichnung, Verkäufe) | Verkäufe   |
| ---------------------------- | ---------------------------------------------------------------------- | ---------- |
| Australien (ARIA)            | 5× Platin                                                              | 350.000    |
| Belgien (BRMA)               | Platin                                                                 | 30.000     |
| Brasilien (PMB)              | 2× Diamant                                                             | 500.000    |
| Dänemark (IFPI)              | 3× Platin                                                              | 270.000    |
| Deutschland (BVMI)           | 3× Gold                                                                | 450.000    |
| Frankreich (SNEP)            | —                                                                      | 165.000    |
| Italien (FIMI)               | 2× Platin                                                              | 100.000    |
| Neuseeland (RMNZ)            | 6× Platin                                                              | 180.000    |
| Portugal (AFP)               | 2× Platin                                                              | 20.000     |
| Spanien (Promusicae)         | 2× Platin                                                              | 120.000    |
| Vereinigte Staaten (RIAA)    | 12× Platin                                                             | 12.000.000 |
| Vereinigtes Königreich (BPI) | 4× Platin                                                              | 2.400.000  |
| Insgesamt                    | 1× Gold · 28× Platin · 3× Diamant ·                                    | 16.585.000 |

Hauptartikel: Rihanna/Auszeichnungen für Musikverkäufe